# Litchurch
Litchurch är en stadsdel i Derby, i distriktet Derby, i grevskapet Derbyshire, i England. Litchurch var en civil parish 1866–1898 när blev den en del av Derby. Civil parish hade 23 003 invånare år 1891. Byn nämndes i Domedagsboken (Domesday Book) år 1086, och kallades då Ludecerce.